# Xishanzui (köpinghuvudort i Kina, Inner Mongolia Autonomous Region, lat 40,71, long 108,64)
Xishanzui är en köpinghuvudort i Kina. Den ligger i den autonoma regionen Inre Mongoliet, i den norra delen av landet, omkring 250 kilometer väster om regionhuvudstaden Hohhot. Antalet invånare är 293 269. Befolkningen består av 132 989 kvinnor och 160 280 män. Barn under 15 år utgör 12,0 %, vuxna 15-64 år 78 %, och äldre över 65 år 8,0 %.
Runt Xishanzui är det mycket glesbefolkat, med 6 invånare per kvadratkilometer. Det finns inga andra samhällen i närheten. Trakten runt Xishanzui består i huvudsak av gräsmarker.
Genomsnittlig årsnederbörd är 355 millimeter. Den regnigaste månaden är juli, med i genomsnitt 88 mm nederbörd, och den torraste är januari, med 1 mm nederbörd.